# Adelaide (Południowa Afryka)
Adelaide – miasto, zamieszkane przez ok. 13 100 osób, w Republice Południowej Afryki, w Prowincji Przylądkowej Wschodniej.
Miasto zostało założone w roku 1834, jako obóz wojskowy i nazwane Adelaide na cześć żony króla brytyjskiego Wilhelma IV, Adelajdy Sachsen-Meiningen.
Miasto jest ośrodkiem przetwórstwa wołowiny, baraniny, wełny i produkcji owoców cytrusowych.